# Tik Tok
«Tik Tok» — пісня американської співачки Кеші, випущена першим синглом дебютного альбому «Animal». Продюсерами виступили Dr. Luke і Benny Blanco.
Сингл став хітом № 1 в національних чартах Австралії, Канади та Нової Зеландії. У доповнення до успіху, «Tik Tok» посів перше місце в чарті США — Billboard Hot 100, протримавшись в ньому 9 тижнів, а також увійшов в десятку кращих пісень багатьох країн Європи.

## Процес запису
Ми почали з Бенні Бланко з ідеї біта. Потім в студію прийшла Кеша і написала всі куплети в дві секунди. Потім ми почали робити приспіви. Ми склали 3 або 4 різних приспіви, одночасно змінюючи слова в куплетах. Останнім ми взялися за бридж. На все це пішло пару днів. Потім я витратив набагато більше часу, додаючи такі елементи, які ніколи ніким не будуть почуті.
Оригінальний текст (англ.)
Well, we started with an idea, a kind of beat kind of thing. And Ke$ha came in and she just worked those verses in 2 seconds, not thinking about it. We might have changed a word here or there. Then we started doing choruses and coming up with different choruses. We worked the chorus about 3 or 4 different times, and changed the lyrics a little bit here and there. The bridge was the last thing we did and kept, as we were doing it. It happened pretty quickly, at least the initial genesis of it. I spent time afterward tweaking it and mixing it perfectly, adding little elements that probably no one else will ever hear. But the gist of it was certainly done pretty quickly. I think we got the beat in the verse and the idea of the chorus done in a day. Then we spent another 2 days rewriting the chorus, just getting it to where it is now. After that it was just pretty much there. We then spent a little time on the bridge and it was done.

Пісня побудована на швидкому темпі 120 ударів в хвилину, що імітує саундтрек відео-ігри. В запису використовувалися як живі інструменти, так і midi-синтезатор та хлопки з звукової бази. Вокал Кеші оброблений плагіном Auto-Tune на Pro Tools. Тональність — ре-мінор.
Спочатку пісня була доступна тільки в цифровому варіанті (7 серпня), і лише 5 жовтня, отримавши гарячі відгуки шанувальників, була відправлена на більшість радіостанцій США.

## Сюжет кліпу
Кеша прокидається у ванній, чистить зуби і спускається в їдальню, де класична добропорядна сім'я снідає. Сімейство шоковане виглядом співачки після бурхливої ночі. Кеша виходить на вулицю, сідає на велосипед і їде. У дітей вона обмінює велосипед на музичний центр.
Потім Кеша зустрічає «мачо» і їде з ним на поліцейській машині, після чого кліп перетворюється в подобу роад-муві. Кліп закінчується прибуттям Кеші в рваних джинсах на домашню дискотеку і загальними веселощами.

## Чарти і продажі

### Позиції в чартах
| Країна (2009)      | Вища місце |
| ------------------ | ---------- |
| Австралія          | 1          |
| Бельгія (Валлонія) | 6          |
| Бельгія (Фландрія) | 3          |
| Канада             | 1          |
| Нідерланди         | 4          |
| Фінляндія          | 7          |
| Франція            | 11         |
| Ірландія           | 5          |
| Нова Зеландія      | 1          |
| Норвегія           | 3          |
| Швеція             | 4          |
| Велика Британія    | 5          |
| Сполучені Штати    | 1          |

## Хронологія релізу
| Регіон          | Дата випуску       | Формат              |
| --------------- | ------------------ | ------------------- |
| Сполучені Штати | 7 серпня, 2009     | Цифрова дистрибуція |
| Сполучені Штати | 5 жовтня, 2009     | Ротації             |
| Велика Британія | 3 листопада, 2009  | Цифрова дистрибуція |
| Велика Британія | 30 листопада, 2009 | CD-сингл            |